# Müschede (Arnsberg)
Müschede ist ein Stadtteil von Arnsberg in Nordrhein-Westfalen mit 2785 Einwohnern.

## Geographie
Müschede liegt am Osthang des Röhrtals, zwischen den Ortschaften Hüsten und Hachen. Gegenüber der Ansiedlung liegt der Müssenberg  Er ist mit 427,5 m die höchste Erhebung im Bereich der Stadt Arnsberg. Im Nordosten wird die Müscheder Flur durch die Ruhr begrenzt, die gleichzeitig die südwestliche Grenze der Nachbargemeinde Bruchhausen bildet.
Zwischen der Ruhr und dem bebauten Ortsteil Müschedes liegt der unter Schutz stehende Naturraum des früheren, militärischen Übungsgeländes, der sich in den letzten Jahren zu einer wertvollen und beliebten Naherholungszone innerhalb der städtischen Grenzen entwickelt hat.
Mit einer Fläche von 11,41 Quadratkilometern stellt der Ortsteil Müschede etwa 5,6 Prozent der Gesamtfläche der Stadt Arnsberg.

### Ortsgliederung und Erschließung
Müschede wird verkehrstechnisch durch die B229 erschlossen, die das Lennetal mit dem Ruhrtal und dem Haarstrang verbindet. Über die durch Müschede führende Bahnstrecke Neheim-Hüsten–Sundern zwischen Neheim und Sundern mit Anbindung an das Streckennetz der Deutschen Bahn wurde ab 1900 bis in die ersten Nachkriegsjahre des Zweiten Weltkrieges der wesentliche Personen- und Warenverkehr abgewickelt (Röhrtalbahn). Diese Bahnverbindung wird nur noch sporadisch im Güterverkehr und für Sonderfahrten genutzt. Die Wiedereinrichtung des SPNV ist im Nahverkehrsplan des Zweckverband Nahverkehr Westfalen-Lippe enthalten und wurde für die Neuaufstellung des ÖPNV-Bedarfplans des Landes NRW angemeldet. In mehreren Gutachten wurde nachgewiesen, dass eine Bedienung im Stundentakt nach Ertüchtigung der Infrastruktur möglich und volkswirtschaftlich sinnvoll ist.
Im Bereich dieser Straßen- und Bahntrasse haben sich, beginnend im 19. Jahrhundert, Industriebetriebe angesiedelt, die heute etwa 500 Menschen Arbeit bieten. Die älteren Ortsteile und die ab dem letzten Krieg bis heute entstandenen Wohnsiedlungen liegen größtenteils abseits und oberhalb dieser industriellen Talansiedlungen.

## Geschichte

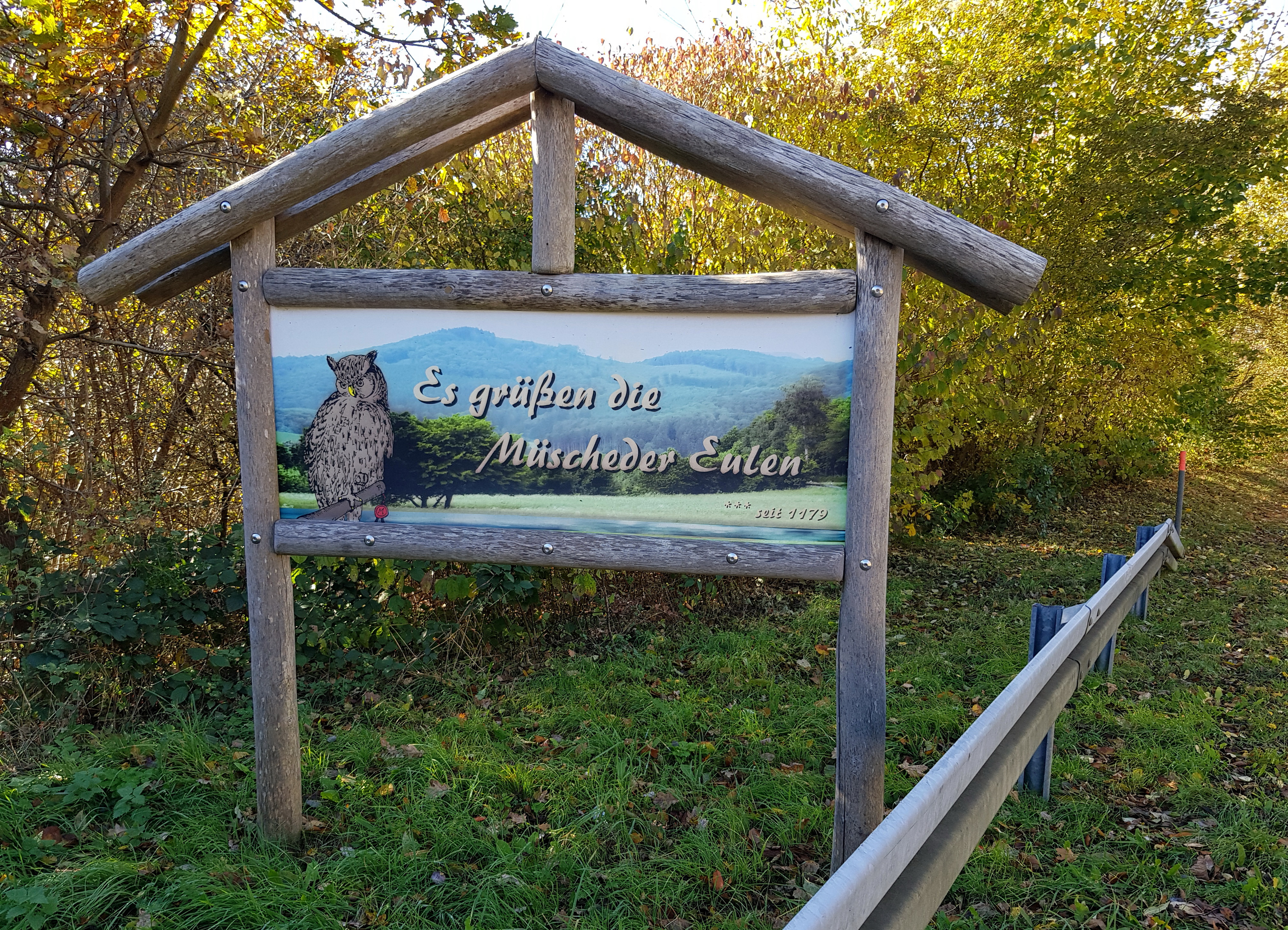
Begrüßungsschild am Ortseingang:
„Es grüßen die Müscheder Eulen seit 1179“

In der Nähe des Ortes befand sich die Burg Wollbrigg aus dem 10. Jahrhundert und das Gut Wicheln. Von dem zugehörigen Herrenhaus existiert nur noch das Hauptportal, das sich in der Schützenhalle der Schützenbruderschaft St. Hubertus befindet.
Bis 1445 heißt Müschede immer nur Muche, Musche oder Mussche, wie die damals in Müschede ansässige Adelsfamilie von Muche. Diese wird erstmals im Jahre 1179 erwähnt. Die älteste, ausführliche Nachricht über den Ort Müschede (Musche) findet sich in einer Urkunde aus dem Jahr 1242 (Kloster Oelinghausen, Urk. 63). In einer Akte aus den Jahren 1596/97 (StAM, Herzogtum Westf., Landesarchiv VI Nr. 17) findet sich schließlich zum ersten Mal die heutige Schreibweise „Müschede“.
Im Jahr 1870 war Müschede ein Dorf mit 500 Einwohnern, wovon 100 Menschen in den acht betriebenen Hammerhäusern im Tal lebten. Das Dorf hatte weder Kirche noch Friedhof. Es gab eine Schule mit einem Lehrer ohne eigentliche pädagogische Ausbildung. 1871 wurde eine erste Kirche gebaut. Die Kirche erhielt 1897 einen eigenen Vikar. Anfang des 20. Jahrhunderts bekam das Dorf eine selbstständige Pfarrei. Es kam ebenfalls zur Eröffnung einer Postagentur und einer Spar- und Darlehnskasse. Auch wurde eine erste öffentliche Wasserleitung verlegt und das Dorf elektrifiziert. Auch ein eigener Friedhof kam hinzu. Es wurde auch eine neue Schule gebaut, an der vier Lehrer unterrichteten. 1910 kam es zur Gründung der Freiwilligen Feuerwehr Müschede. 1914 hatte das Dorf ca. 100 Einwohner, wovon 100 im Sophienhammer arbeiteten. Im Ersten Weltkrieg fielen 32 Müscheder als Soldaten. 1932 wurde eine neue größere Kirche eingeweiht. Bei der letzten freien Wahl für den Reichstag in Berlin am 31. Juli 1932 bekam die NSDAP nur 11,5 % der Stimmen in Müschede. Das Vereinsheim der Hitlerjugend wurde in der alten Kirche eingerichtet. In den 1930er Jahren wurde auf dem Spreiberg oberhalb des Dorfes ein Truppenübungsplatz für die Wehrmacht angelegt. Am 13. April 1945 besetzten kampflos US-Truppen das Dorf. Im Zweiten Weltkrieg kamen 102 Müscheder Einwohner um. Wegen Überfällen von ehemaligen Zwangsarbeitern wurde vom Bürgermeister Wilhelm Cronenberg, welchen die US-Truppen eingesetzt hatten, ein freiwilliger Selbstschutz organisiert. Seit 2006 ist der ehemalige Truppenübungsplatz als Naturschutzgebiet Spreiberg ausgewiesen.
Am 14. Juli 2021 wurde Müschede vom Hochwasser in West- und Mitteleuropa 2021 entlang der Röhr getroffen. Keller liefen voll Wasser. Auf Straßen und Wegen im Bereich der Röhr lag Schlamm, Geröll und Unrat. Massiv vom Hochwasser betroffen waren die an der Röhr angrenzenden Unternehmen. Die Sportanlagen des TuS Müschede inklusive des Kunstrasenplatzes, der Tennisanlage und das Clubheim wurden überflutet.

### Eingemeindung
Bis zur Eingemeindung in die Stadt Arnsberg nach den Bestimmungen des Sauerland-Paderborn-Gesetzes war Müschede eine selbständige Gemeinde im Amt Hüsten, dessen Verwaltungsaufgaben von den Städten Arnsberg und Sundern übernommen wurden.
Am 1. Januar 1975 wurde Müschede mit weiteren zwölf Gemeinden in die Stadt Arnsberg eingegliedert.

## Politik

### Wappen
| Wappen der ehemaligen Gemeinde Müschede | Blasonierung: In Rot ein herschauender silberner Hirschkopf (Zwölfender) mit silbernem Geweih, zwischen den Stangen ein schwebendes goldenes Kreuz. Beschreibung: Der Hirsch ist das Symbol des Heiligen Hubertus, dem in Müschede eine Kapelle geweiht war. Die amtliche Genehmigung des Wappens erfolgte am 30. Oktober 1936. |

## Sehenswürdigkeiten
- Die katholische Pfarrkirche St. Hubertus wurde 1932 nach Plänen von Heinrich Verfuß errichtet.[5]

## Betriebe
Zwei über die Stadtgrenzen Arnsbergs hinaus bekannte Firmen sind der 1870 gegründete Sophienhammer der Firma Julius Cronenberg, die sich von einer Sensenschmiede zu einem Anbieter von Stadtmobiliar entwickelt hat, sowie die Westfälische Papierfabrik Wepa, die 1953 vom Vater der jetzigen Inhaber, Martin, Wolfgang und Jochen Krengel, gegründet wurde und deren Hauptsitz sich in Müschede befindet.

## Vereine
Der Ort Müschede hat ein reges Vereinsleben, das sich durch häufige Termine im Ort widerspiegelt. Die Vereine sind dem Ortsring angeschlossen, der die Jahrestermine koordiniert und bestimmte Aufgaben im Dorfleben betreut.
Die St. Hubertus-Schützenbruderschaft wurde um 1450 gegründet. 1883 wurde als zweiter Verein im Dorf der Männergesangsverein "Harmonie" gegründet. 1899 wurde als dritter Verein ein Kriegerverein gegründet. Der TuS Müschede wurde 1907 gegründet. 1933 wurde eine SGV-Abteilung gegründet.
Die größten Vereine sind heute die St. Hubertus-Schützenbruderschaft mit mehr als 1000 Mitgliedern, der Turn- und Spielverein Müschede 07 mit nahezu 1000 Mitgliedern, der Musikverein Müschede mit etwa 60 aktiven und 350 passiven Mitgliedern sowie der Spielmannszug Müschede mit etwa 60 aktiven und mehr als 400 passiven Mitgliedern.
Ein Arbeitskreis für Dorfentwicklung und Heimatpflege arbeitet seit einiger Zeit gemeinsam mit den Vereinen erfolgreich an der Realisierung eines umfangreichen Programms zur Attraktivitätssteigerung des Ortes Müschede.
Die Mitglieder des SGV Müschede e. V. haben in Eigenarbeit ihr Jugend- und Wanderheim errichtet, welches nun als neuer Ort des Zusammentreffens dient.

## Veranstaltungen
Jedes Jahr im Juli wird in Müschede Schützenfest gefeiert.

Gipfelkreuz auf dem Müssenberg

## Persönlichkeiten
- Dieter-Julius Cronenberg (* 8. Februar 1930 in Neheim; † 21. November 2013), Politiker (FDP) und  ehem. Bundestagsvizepräsident, aufgewachsen in Müschede und ab 1960 Mitinhaber der Firma Julius Cronenberg o.H. in Müschede.
- Franz Mohr (* 24. Dezember 1877 in Müschede; † 1. Oktober 1943 in Bad Oeynhausen), Maler und Lyriker
- Eduard Stakemeier (* 9. Juni 1904 in Müschede; † 30. Dezember 1970 in Würzburg), Professor. Im Jahre 1929 empfing er die Priesterweihe. Von 1929 bis 1932 war er Vikar in Dortmund-Lütgendortmund. Danach studierte er drei Jahre an der Universitas S. Thomae in Rom. 1934 promovierte er dort zum Dr. theol. und 1935 in Tübingen. Eduard Stakemeier war Professor der Fundamentaltheologie, der vergleichenden Religionswissenschaft und Konfessionskunde, Direktor des Johann-Adam-Möller Institutes in Paderborn, Konsultor im Sekretariat für die Einheit der Christen, Peritus auf dem Zweiten Vatikanischen Konzil und päpstlicher Hausprälat.
- Anton Steinbach (* 10. April 1844 in Werl; † 8. März 1918 in Hattingen), Heimatdichter und Lehrer.
- Gerd Stüttgen (* 22. März 1966), von 2005 bis 2010 Mitglied der SPD-Fraktion im Landtag Nordrhein-Westfalen